# Arkadi (klášter)
Arkadi (řecky Μονή Αρκαδίου) je východní pravoslavný monastýr, který se nachází na ostrově Kréta v Řecku.
Současný katholikon pochází ze 16. století a je na něm patrný vliv renesance v architektuře, v níž se mísí románské i barokní prvky. Již v 16. století byl klášter místem pro vědu a umění, měl školu a bohatou knihovnu. Klášter se nachází na náhorní plošině a je dobře opevněn, neboť je obehnán silnou a vysokou zdí.
Klášter hrál aktivní roli v krétském odporu proti osmanské nadvládě během krétského povstání v roce 1866. V klášteře našlo útočiště 943 Řeků, převážně žen a dětí. Po třech dnech boje a na rozkaz igumena kláštera vyhodili Kréťané do vzduchu sudy se střelným prachem a rozhodli se raději obětovat, než aby se vzdali.
Klášter Arkadi se stal národní svatyní, nejposvátnějším místem Řecka na počest krétského odboje. 8. listopadu se konají vzpomínkové oslavy ve městech Arkadi a Rethymno. Výbuch neukončil krétské povstání, ale přitáhl pozornost zbytku světa.

## Topografie

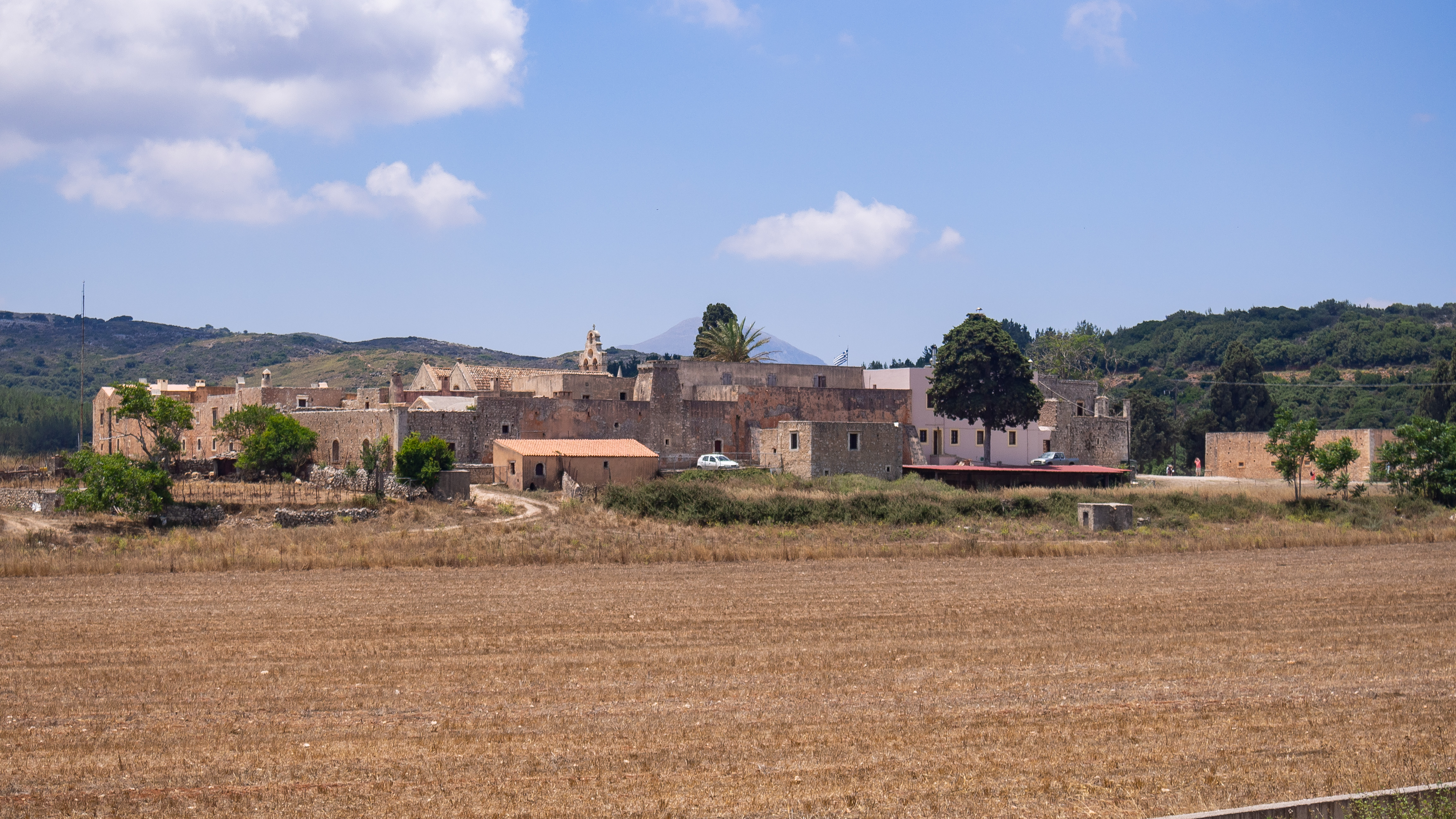
Monastýr Arkadi na náhorní planině

Monastýr Arkadi se nachází 25 km jihovýchodně od Rethymna na obdélníkové náhorní plošině na severozápadní straně hory Ida, v nadmořské výšce 500 m. Oblast je úrodná s vinicemi, olivovými háji a borovicovými, dubovými a cypřišovými lesy; je obklopená kopci, které na západní straně spadají do prudkých roklí. Nejbližší vesnice ke klášteru je Amnatos, vzdálená tři kilometry na sever. Vesnice v okolí Arkadi jsou bohaté na byzantské památky, které dokládají dávné bohatství kraje. Významný byl také klášter Arseniu, který se nachází několik kilometrů severně od Arkadi.
Klášter Arkadi má půdorys tvaru téměř pravoúhlého rovnoběžníku. Interiér připomíná pevnost a je dlouhý 78,5 metru na severní stěně, 73,5 metru na jižní stěně, 71,8 metru na východní stěně a 67 metrů na západní stěně. Celková plocha kláštera je 5200 m2.

## Historie

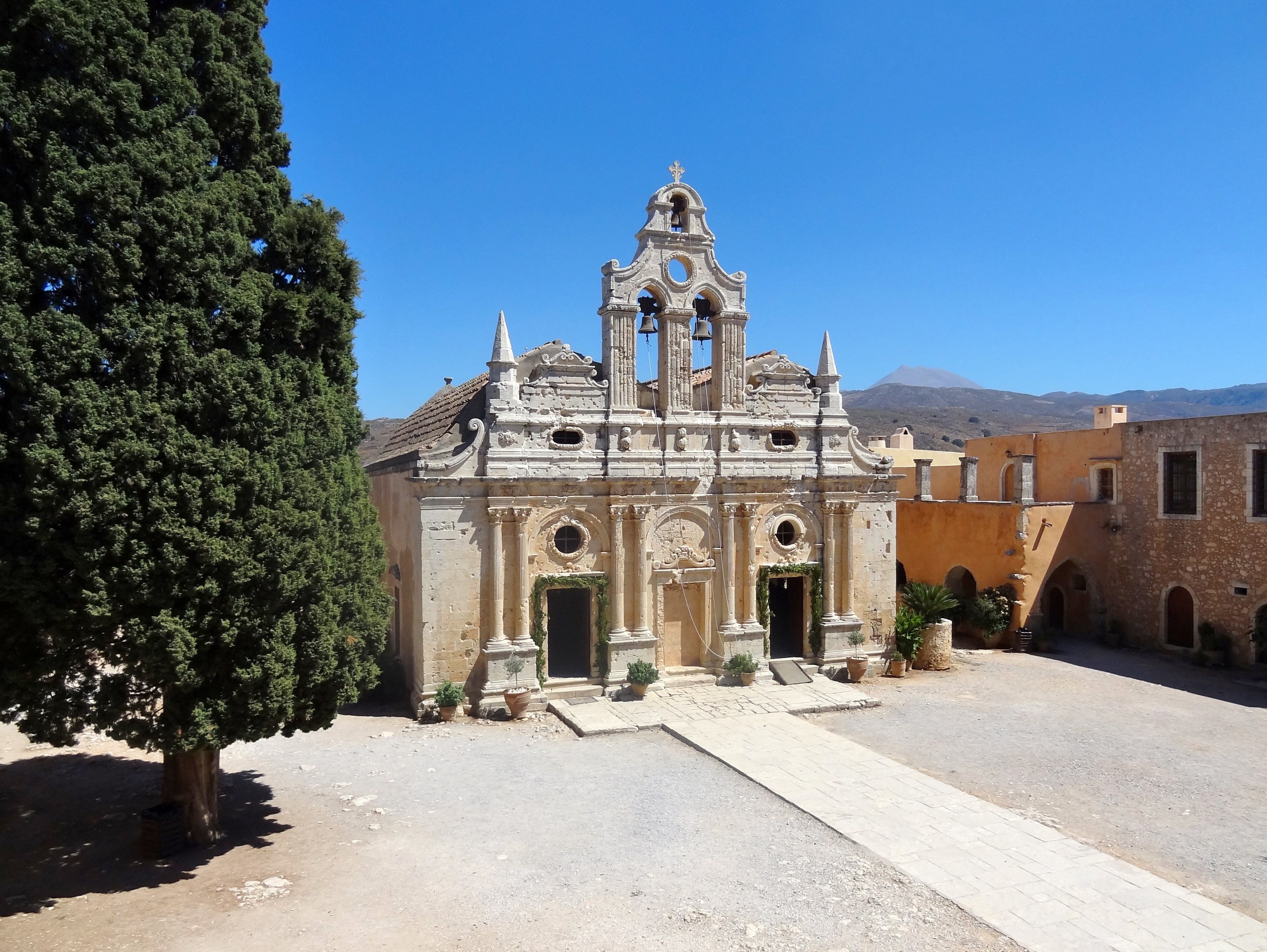
Klášterní chrám

### Založení
Datum založení kláštera není přesně známo. Podle tradice se připisuje byzantskému císaři Herakleiovi nebo císaři Arcadiovi, po němž má mít klášter název. Na Krétě je však běžné, že se monastýry jmenují podle mnicha, který stavbu založil, což podporuje teorii, že Arkadi mohl založit mnich jménem Arkadios. Dalšími takovými kláštery jsou Vrontissiu, Arsiniu a Aretiu.

### Obnova
Klášter prošel koncem 16. století restauracemi a přestavbami, které z velké části vedli Klimis a Vissarion Chortatsisovi. Jméno Chortatsis je spojeno s krétskou renesancí a s dramatikem Georgiem Chortatsisem. Klimis Chortatzis byl igumenem opatství a v roce 1573 klášter změnil na cenobitium. Slavnostní inaugurace obnoveného kláštera proběhla v rozmezí let 1590-1596. V období prvních tří igumenů a až do počátku 17. století klášter Arkadi pokračoval v hospodářském a kulturním rozmachu a stal se velkým centrem opisování rukopisů, a přestože většina z nich byla ztracena při zničení budovy Osmany v roce 1866, některé se dochovaly v zahraničních knihovnách. Klášter se rozrůstal, v roce 1610 byly postaveny stáje a v roce 1670 refektář.

### Osmanské období

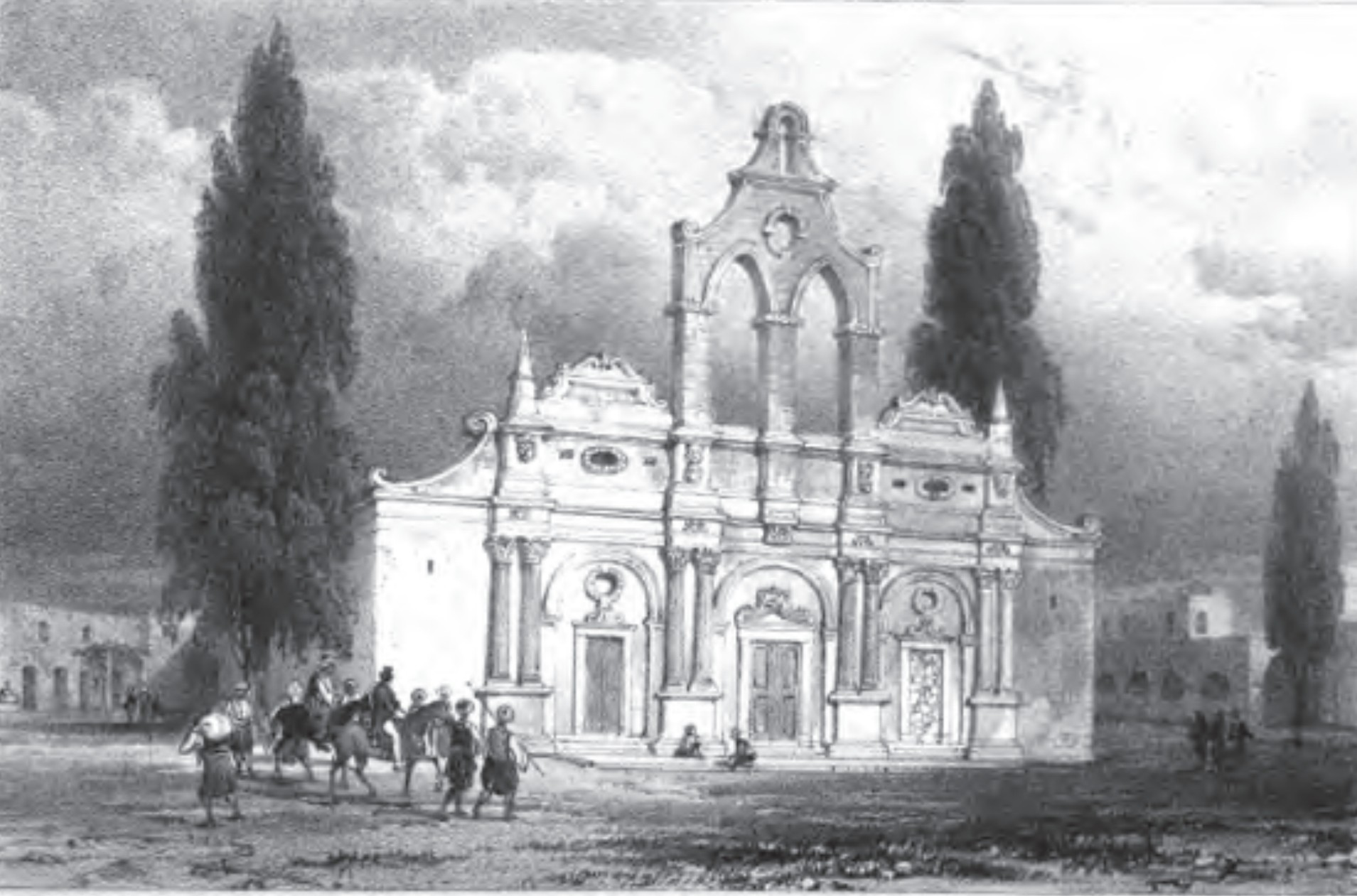
Arkadi, Robert Pashley, 1837

Osmané roku 1648 dobyli většinu Kréty a po dobytí Rethymna Osmané klášter vyplenili. Mniši a igumen Simon Halkiopoulos se uchýlili do kláštera Vrontissiu. Návrat jim byl umožněn poté, co složili přísahu věrnosti Husajnu Pašovi, který jim také udělil právo zvonit na klášterní zvon. Monastýr Arkadi se tak stal Çanlı Manastır (turecky klášter, kde se zvoní). Firman povolil obnovu zničených klášterů podle původních plánů beze změn. Arkadi navíc protiprávně přistavělo i nové budovy.
Arkadi byl nejbohatší a nejkrásnější ze všech monastýrů na Krétě; žilo tam 100 mnichů a 200 dalších v okolní přírodě. Území kláštera sahalo na sever od moře a na východ od Rethymna až k vrcholu hory Ida na jihu. Tyto pozemky mnichům umožňovaly uživit se zemědělstvím.
Na počátku 17. století však začal klášter upadat, až měl pouze osm kněží a dvanáct mnichů, kteří hospodařili, ale zadlužili se. Klášterní knihovna obsahovala více než tisíc textů, včetně náboženských textů a textů Pindara, Petrarcy, Vergilia, Danta, Homéra, Strabona, Thukydida a Diodora Sicilského, ale nacházely se v žalostném stavu.
V roce 1822 se Arkadi zmocnila skupina tureckých vojáků vedená jistým Getimalisem (Yetim Ali) a vyplenila ho. Lidé z Amary se shromáždili, aby naplánovali, jak klášter znovu dobýt a Getimalise a jeho vojáky vyhnat.
Turecké a řecké dokumenty se zmiňují o schopnosti kláštera produkovat dostatek potravin pro obyvatele regionu a ukrývat uprchlíky před tureckými úřady. Klášter také poskytoval vzdělání místnímu křesťanskému obyvatelstvu. V letech 1833-1840 investoval klášter do škol v regionu 700 tureckých piastrů.

## Krétské povstání roku 1866

### Příčiny

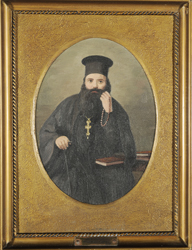
Igumen Arkadi – Gabriel

V polovině 19. století okupovali Osmané Krétu již více než dvě století, a to i přes častá krvavá povstání Kréťanů, kteří povstali i během války za nezávislost Řecka. Londýnský protokol z roku 1830 však nařizoval, že ostrov nemůže být součástí nového řeckého státu. Pařížská smlouva z 30. března 1856 zavazovala sultána k vydání dekretu Hatti-Houmayounu, který zaručoval občanskou a náboženskou rovnost křesťanů a muslimů. Mnoho křesťanů odpadlých k islámu konvertovalo zpátky ke křesťanství. Osmanské úřady na Krétě se však zdráhaly reformu provádět. Ke vzrůstající nespokojenosti přispělo i zavedení nových daní a zákaz vycházení. V dubnu 1858 se v Boutsounarii sešlo 5 000 Kréťanů. Nakonec jim státní dekret ze 7. července 1858 zaručil výsady v náboženských, soudních a finančních záležitostech. Jedním z hlavních motivů povstání v roce 1866 bylo nedodržování nařízení Hatti-Houmayounu. Druhou příčinou povstání v roce 1866 byl zásah Isma'ila Paši do vnitřního sporu o organizaci krétských klášterů.
Na jaře roku 1866 se konala setkání povstalců v několika vesnicích a v klášteře Aghia Kyriaki v Boutsounarii u Chanie. Povstalci poslali petici sultánovi a konzulům velmocí v Chanii. V době prvních schůzí revolučních výborů byli zástupci voleni podle provincií a zástupcem oblasti Rethymno byl igumen z Arkadi Gabriel Marinakis. Isma'il Paša poslal igumenovi Gabrielovi vzkaz a požadoval, aby igumen odvolal revoluční shromáždění, jinak bude klášter zničen osmanskými vojsky. V červenci 1866 Isma'il paša vyslal své vojsko, aby povstalce zajalo, ale členové výboru uprchli dříve, než vojáci dorazili. Turci odešli poté, co zničili ikony a další posvátné předměty, které našli v klášteře.
S rostoucím napětím a blížícím se nebezpečím ze strany Turků se do kláštera uchýlilo mnoho místních obyvatel, většinou žen a dětí, kteří přinesli své cennosti v naději, že je před Turky zachrání. K 7. listopadu 1866 klášter poskytl útočiště 964 lidem: 325 mužům, z toho 259 ozbrojeným, zbytek tvořily ženy a děti.

### Příjezd Osmanů a útok

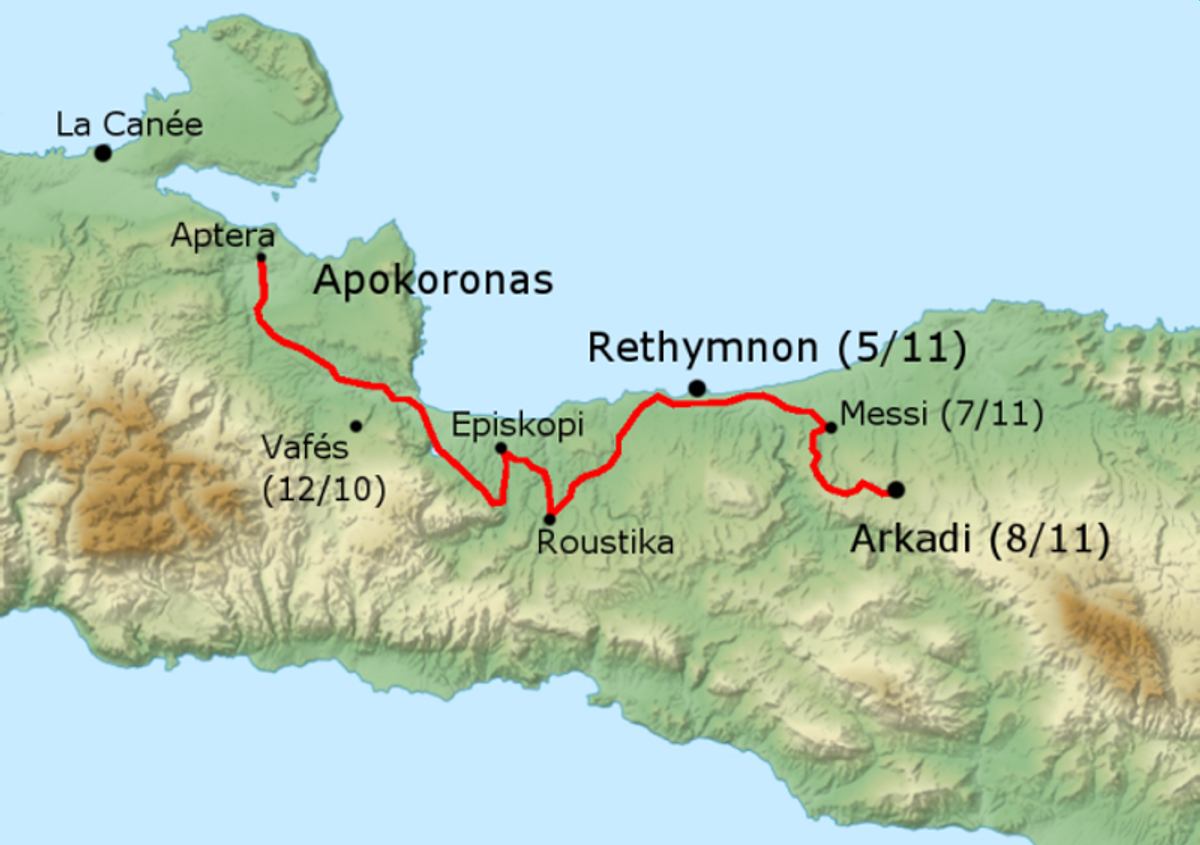
Cesta Mustafa Paši z Apokoronas do Arkadi.

Velitel Mustafa Paša dorazil se svými vojenskými oddíly 5. listopadu do Rethymna, kde se setkal s tureckými a egyptskými posilami. Osmanské jednotky dorazily ke klášteru Arkadi v noci ze 7. na 8. listopadu. Mustafa, přestože doprovázel své vojáky na místo, které bylo relativně blízko, se utábořil se svým štábem ve vesnici Messi.

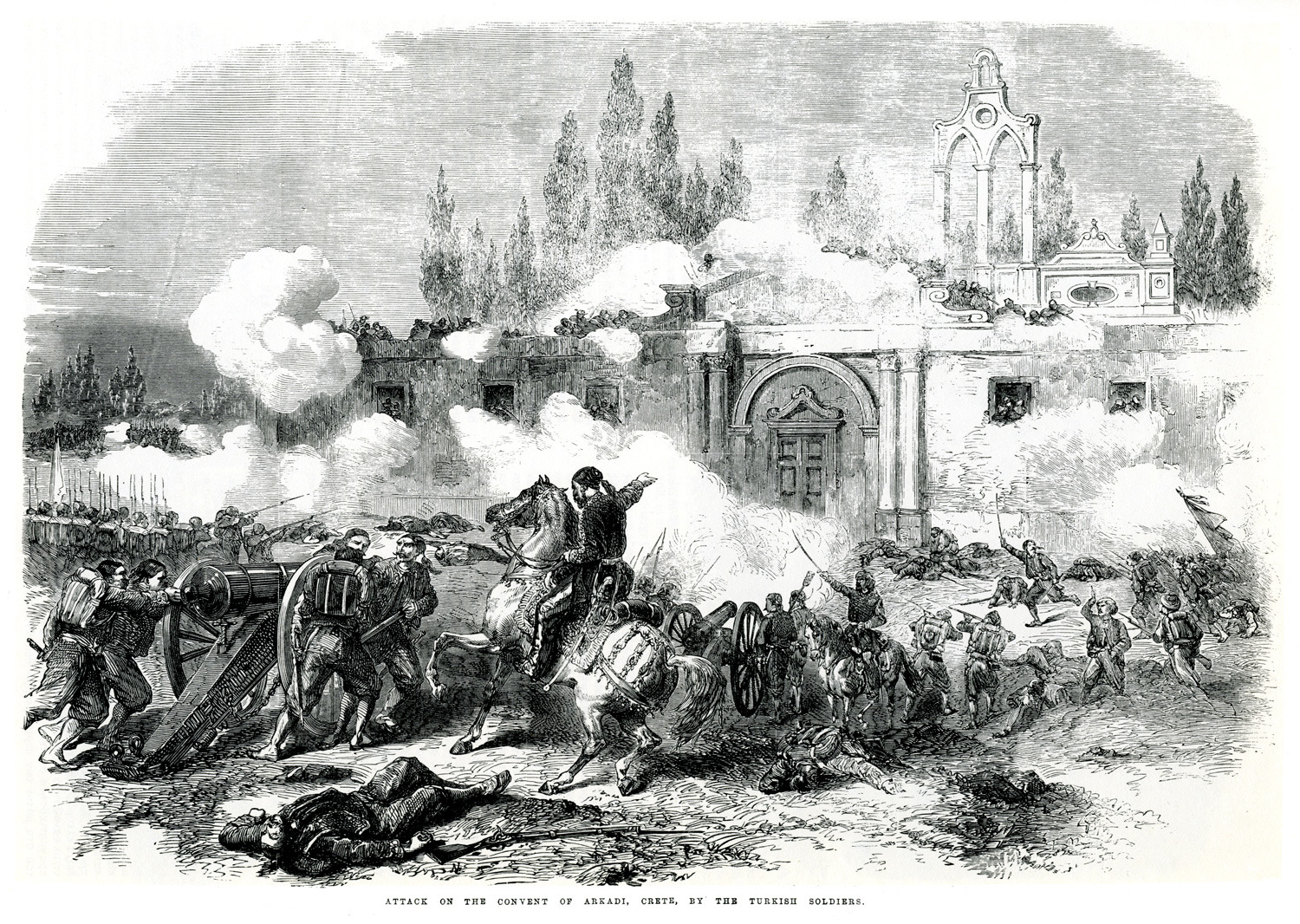
Turecký útok na Arkadi.

Ráno 8. listopadu dorazila do kopců u kláštera armáda 15 000 Osmanů a 30 děl pod vedením Sulejmana, zatímco Mustafa Paša čekal v Messi. Sulejman, umístěný na kopci Kore, severně od kláštera, vyslal poslední žádost o kapitulaci. V odpověď se mu dostalo pouze střelby. Útok zahájili Osmané. Jejich primárním cílem byla hlavní brána kláštera na západní straně. Bitva trvala celý den, aniž by Osmané pronikli do budovy. Vrata byla od počátku zabarikádovaná a jejich dobytí bylo obtížné. Kréťané byli relativně chráněni zdmi kláštera, ale nechránění Osmané utrpěli četné ztráty.
Se soumrakem bitva ustala. Osmané dostali z Rethymna dvě těžká děla a umístili je do stájí. Na straně povstalců se válečná rada rozhodla požádat o pomoc Panose Koronaiose a další krétské vůdce v Amari. Dva Kréťané vylezli okny po lanech a v přestrojení za Turky překročili osmanské linie. Poslové se vrátili později v noci se zprávou, že nyní je nemožné, aby posily dorazily včas, protože Osmané zablokovali všechny přístupové cesty.

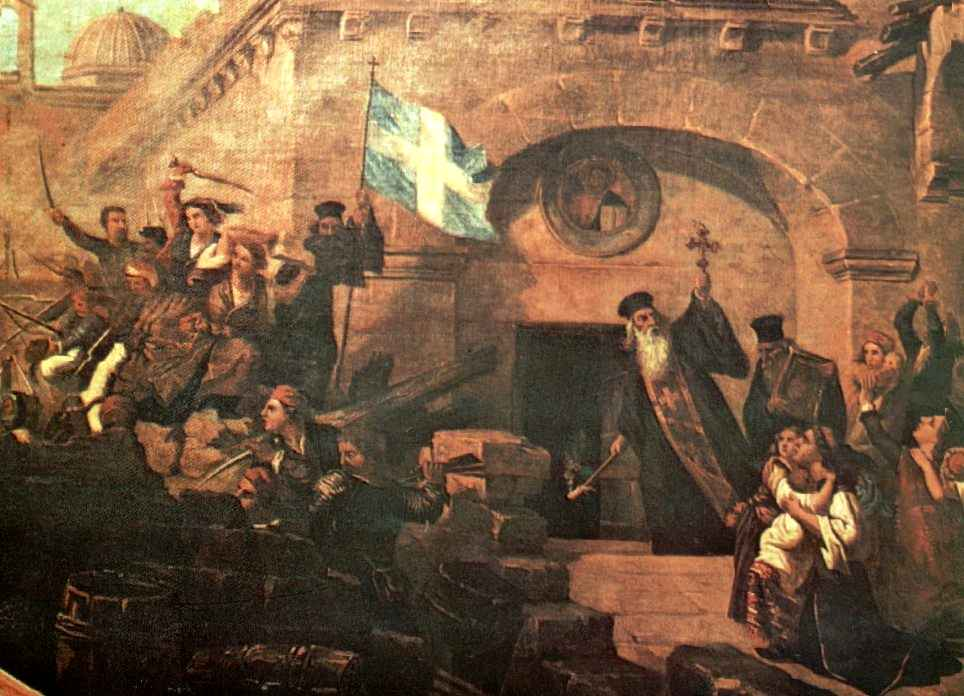
Igumen Gabriel shromažďuje obléhané poblíž prachárny, 1866, autor neznámý

Boje znovu začaly večer 9. listopadu. Dělové rány prorazily dveře a Turci vnikli do budovy, kde utrpěli vážnější ztráty. Kréťanům docházelo střelivo a mnozí z nich byli nuceni bojovat pouze s bajonety nebo jinými ostrými předměty. Turci měli převahu.

### Zkáza
Ženy a děti se schovaly v prachárně. Poslední krétští bojovníci byli nakonec poraženi a snažili se skrýt, z nichž třicet šest se jich skrylo v refektáři, poblíž skladu munice. Osmané je záhy objevili, dveře vyrazili a zmasakrovali je. V prachárně, kde se ukrývala většina žen a dětí, shromáždil Konstantinos Giaboudakis lidi ukrývající se v sousedních místnostech. Když Turci dorazili ke dveřím prachárny, Giaboudakis zapálil sudy s prachem a výbuch si vyžádal i mnoho tureckých obětí.

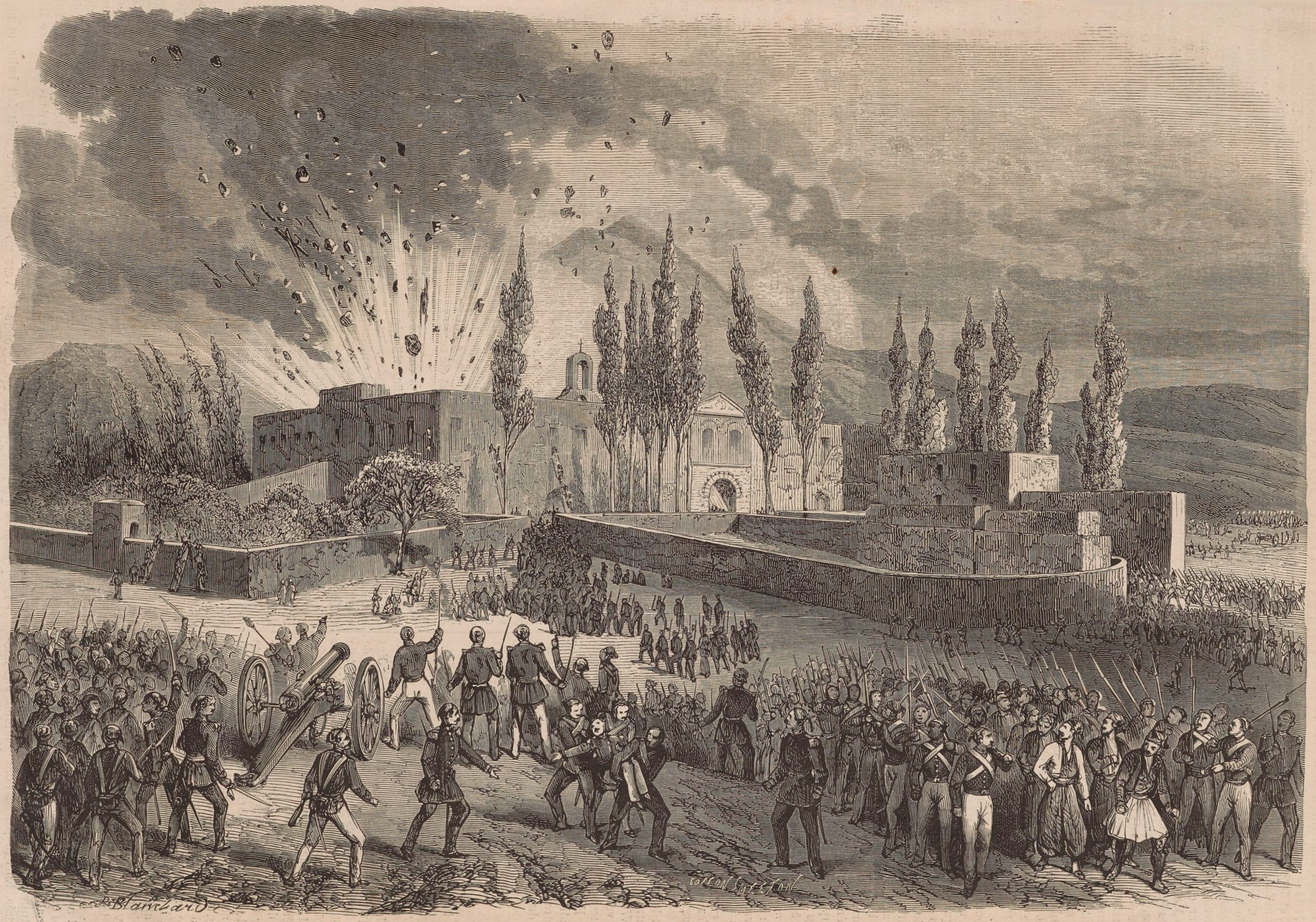
Výbuch na Arkadi, 1867, autor neznámý

Z 964 osob přítomných na začátku útoku jich 846 zahynulo v boji nebo v okamžiku výbuchu. Bylo zajato 114 mužů a žen, ale třem nebo čtyřem se podařilo uprchnout, včetně jednoho z poslů, který šel pro posily. Mezi oběťmi byl i igumen Gabriel. Tradice tvrdí, že byl mezi těmi, kteří zahynuli při výbuchu sudů se střelným prachem, ale pravděpodobnější je, že byl zabit hned v první den boje. Turecké ztráty se odhadují na 1500 osob. Jejich těla byla pohřbena bez pomníků a některá byla naházena do okolních roklí. Ostatky četných krétských křesťanů byly shromážděny a uloženy ve větrném mlýně, který byl na počest obránců monastýru Arkadi proměněn v relikviář. Mezi osmanskými vojsky byla na kopcích před klášterem nalezena skupina koptských Egypťanů. Tito křesťané odmítli zabíjet jiné křesťany. Osmanská vojska je popravila a jejich bedny s municí ponechala na místě.
114 přeživších obránců bylo zajato a převezeno do Rethymna, kde byli vystaveniponižování ze strany tureckých důstojníků a muslimského obyvatelstva, které na ně při vstupu do města házelo kameny a křičelo urážky. Ženy a děti byly týden vězněny v kostele a muži rok v těžkých podmínkách. Ruský konzulát zasáhnoul a požadoval na Mustafovi Pašovi, aby dodržoval základní hygienické podmínky a poskytoval vězňům oblečení. Po roce byli vězni propuštěni.

### Mezinárodní reakce
Osmané považovali dobytí Arkadi za velké vítězství a oslavili ho střelbou z děl. Události v Arkadi však vyvolaly rozhořčení nejen mezi Kréťany, ale v celém Řecku a po celém světě a zvrátily světové mínění o konfliktu. Událost připomínala třetí obléhání Missolonghi a četní světoví filhelénisté se postavili na stranu Kréty. Na ostrov dorazili dobrovolníci ze Srbska, Maďarska a Itálie. Gustave Glourens, učitel na Collège de France, se přihlásil a na Krétu dorazil koncem roku 1866. Spolu s dalšími třemi Francouzi, Angličanem, Američanem, Italem a Maďarem vytvořil malou skupinu filhelenistů. Tato skupina vydala brožuru Otázka Orientu a krétské renesance, kontaktovala francouzské politiky a pořádala konference ve Francii a v Aténách.
Giuseppe Garibaldi ve svých dopisech chválil vlastenectví Kréťanů a jejich touhu získat nezávislost. Četní Garibaldiho přívrženci, pohánění zaníceným filhelénismem, přijeli na Krétu a zúčastnili se několika bitev. V novinách Kleio v Terstu byly zveřejněny dopisy napsané Victorem Hugem, což také přispělo k celosvětové reakci. Dopisy dodávaly Kréťanům odvahu a slibovaly jim, že jejich věc bude úspěšná. Zdůrazňoval, že drama u Arkadi se nijak neliší od zkázy Psary a třetího obléhání Missolonghi.
Kréta se však nedočkala řešení od velkých evropských mocností, proto požádala o pomoc Spojené státy americké, které se v té době snažily o proniknutí do Středomoří, a tak Krétu podpořily. Vztahy se prohlubovaly, protože Američané hledali přístav ve Středozemním moři a uvažovali mimo jiné o koupi ostrova Milos nebo Port Island. Americká veřejnost byla Krétě nakloněna a američtí filhelénové přijeli na ostrov obhajovat myšlenku nezávislosti. Sněmovna reprezentantů řešila v roce 1868 otázku uznání nezávislé Kréty, ale hlasováním bylo rozhodnuto, že se bude dodržovat politika nevměšování do osmanských záležitostí.

## Architektura

### Zdi a dveře

Půdorys kláštera: 1, západní dveře; 2, křížová chodba; 3, zásobovací místnost; 4, mlékárna; 5, vinný sklep; 6, olejový sklep; 7, skladiště; 8, pracovny mnichů; 9, cely mnichů; 10, prachárna; 11, sklepy; 12, kuchyně; 13, sklep; 14, refektář (dnes muzeum); 15, nádvoří; 16, hospic (sídlo návštěvníků); 17, kostel.

Obvodová zeď kláštera tvoří téměř pravoúhlý čtyřúhelník o ploše 5200 m2. Dojem pevnosti umocňují střílny, které se nacházejí v horní části západní zdi a na jižní a východní fasádě. Šířka vnější východní zdi je 1,20 metru. Uvnitř hradeb jsou budovy jako dům igumena, cely mnichů, refektář, skladiště, prachárna a hospic.

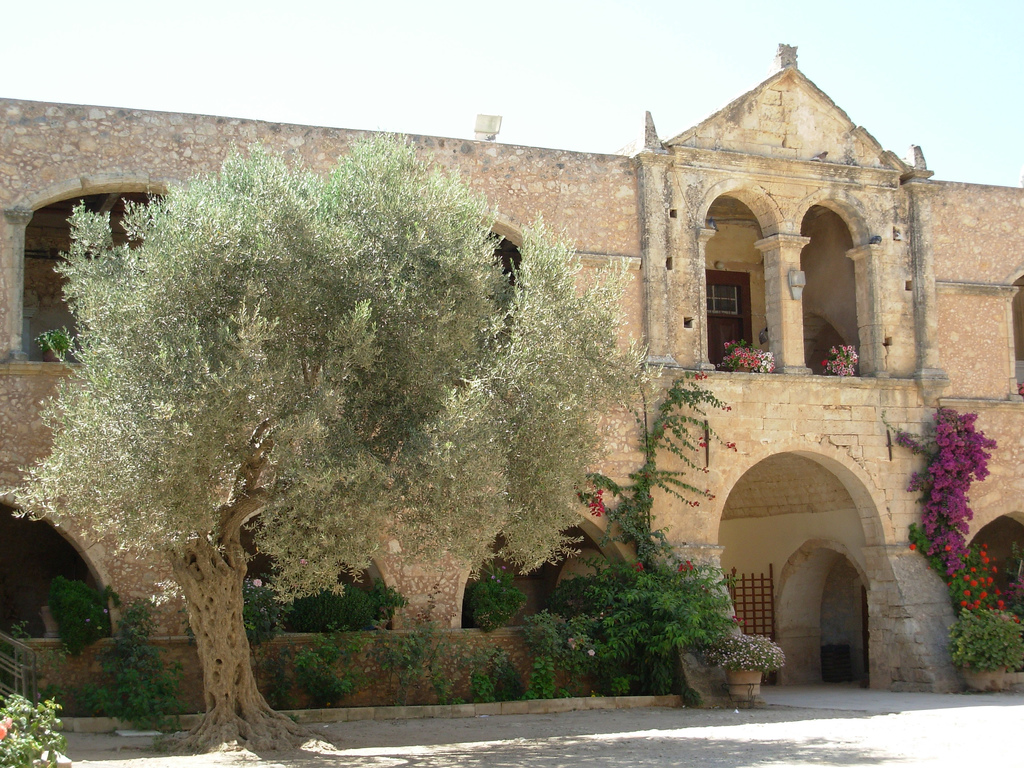
Západní dveře monastýru.

Klášter má dva hlavní vchody: jeden na západě a druhý na východě budovy. Hlavní vchod se nachází v západním průčelí. Původní bohatě zdobená vrata pocházela z roku 1693 a byla zničena roku 1866 během tureckého útoku. Nová vrata byla postavena v roce 1870. Celkový tvar původních vrat zůstal zachován, mají dvě okna vedle sebe a jsou orámována dvěma sloupy.

### Chrám
Chrám je dvoulodní bazilika; severní loď je zasvěcena Proměnění Páně a jižní loď je zasvěcena svatému Konstantinovi a svaté Heleně.
Podle nápisu vyrytého na ciferníku hodin byl chrám založen v roce 1587 Klimisem Chortatsisem. Architektura stavby je silně ovlivněna renesančním uměním, neboť kostel byl postaven v době, kdy byla Kréta kolonií Benátské republiky. V menší části průčelí kostela, tvořené čtvercovými bloky pravidelného cihlového zdiva, jsou hlavním prvkem čtyři dvojice korintských sloupů. Ačkoli je zde patrný klasický antický vliv, samotné sloupy, umístěné na vyvýšených podstavcích, jsou gotické a mezi každým párem sloupů se nachází oblouk. Dva oblouky na koncích průčelí podpírají dveře a kruhový otvor, který je po obvodu zdoben palmovými listy, oblouk uprostřed průčelí je prostý. Ve vyšší části fasády, nad sloupy, je řada lišt a eliptických otvorů, které jsou po obvodu rovněž zdobeny palmovými listy. Uprostřed jsou hodiny a na obou koncích gotické obelisky.

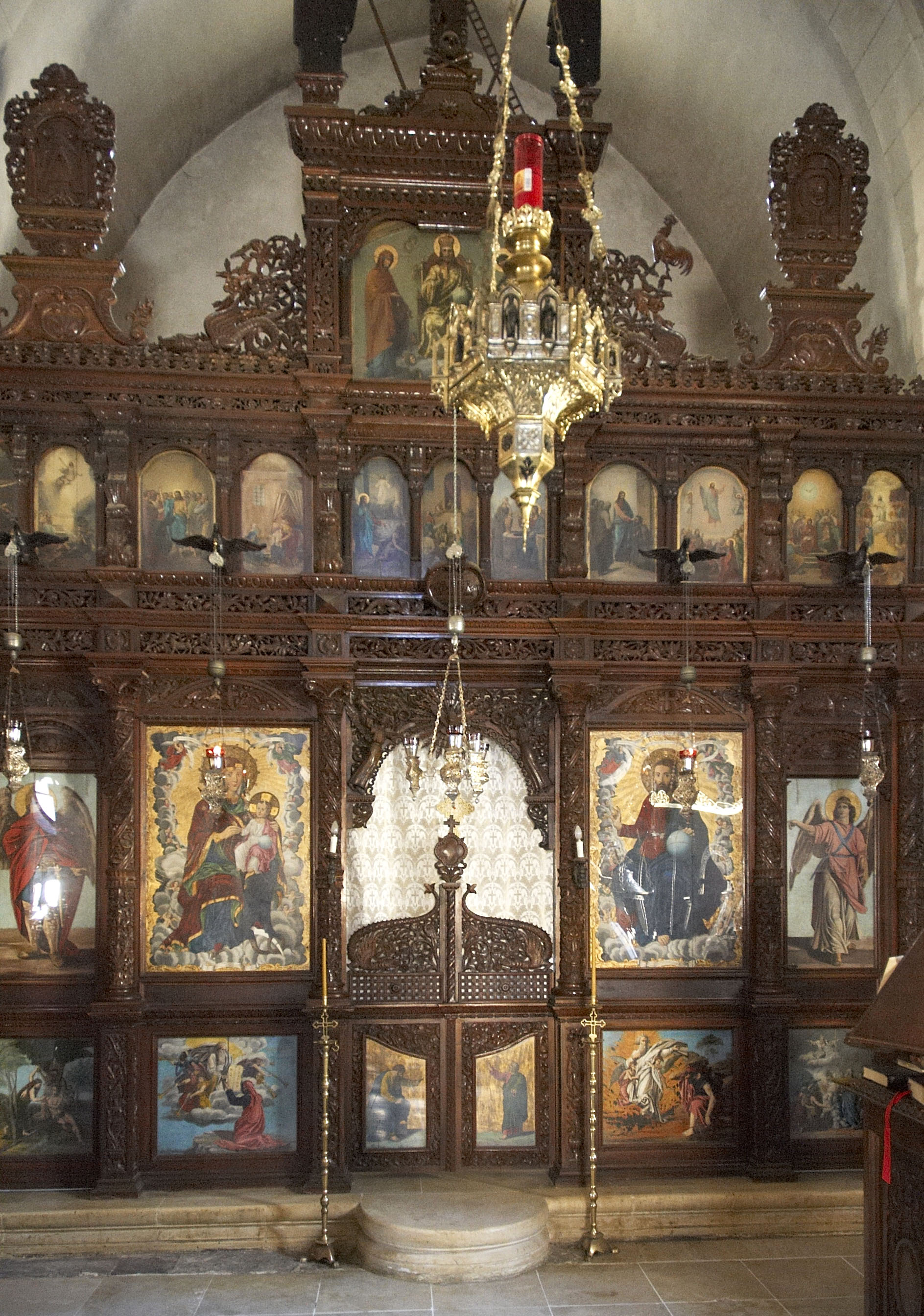
Ikonostas v Arkadi.

V roce 1645 chrám poškodili lupiči, kteří zničili oltář. Dlouho před dobytím kláštera Turky v roce 1866 byl kostel zapálen a ikony zcela zničeny. Před plameny se zachránil pouze kříž, dva dřevění andělé a vyobrazení Kristova vzkříšení. Zničena byla také apsida kostela. Nový ikonostas z cypřišového dřeva byl postaven v roce 1902. V letech 1924-1927 byly z iniciativy arcibiskupa Timothea Venerise zahájeny práce na zpevnění a restaurování apsidy a hodin. V roce 1933 byla kompletně vyměněna dlažba v interiéru budovy.

### Prachárna
Před rokem 1866 se prachárna nacházela v jižní části interiéru. Krátce před tureckým útokem a v obavě, že by mohlo dojít k jejímu snadnému prolomení a vyhození kláštera do povětří, byla munice přemístěna do sklepa, který se nacházel přibližně 75 cm pod místem původního umístění, což bylo bezpečnější. Prachárna byla podlouhlá klenutá budova 21 metrů dlouhá a 5,4 metru široká a byla zcela zničena při výbuchu v roce 1866 s výjimkou malé části klenby v západní části.

### Refektář

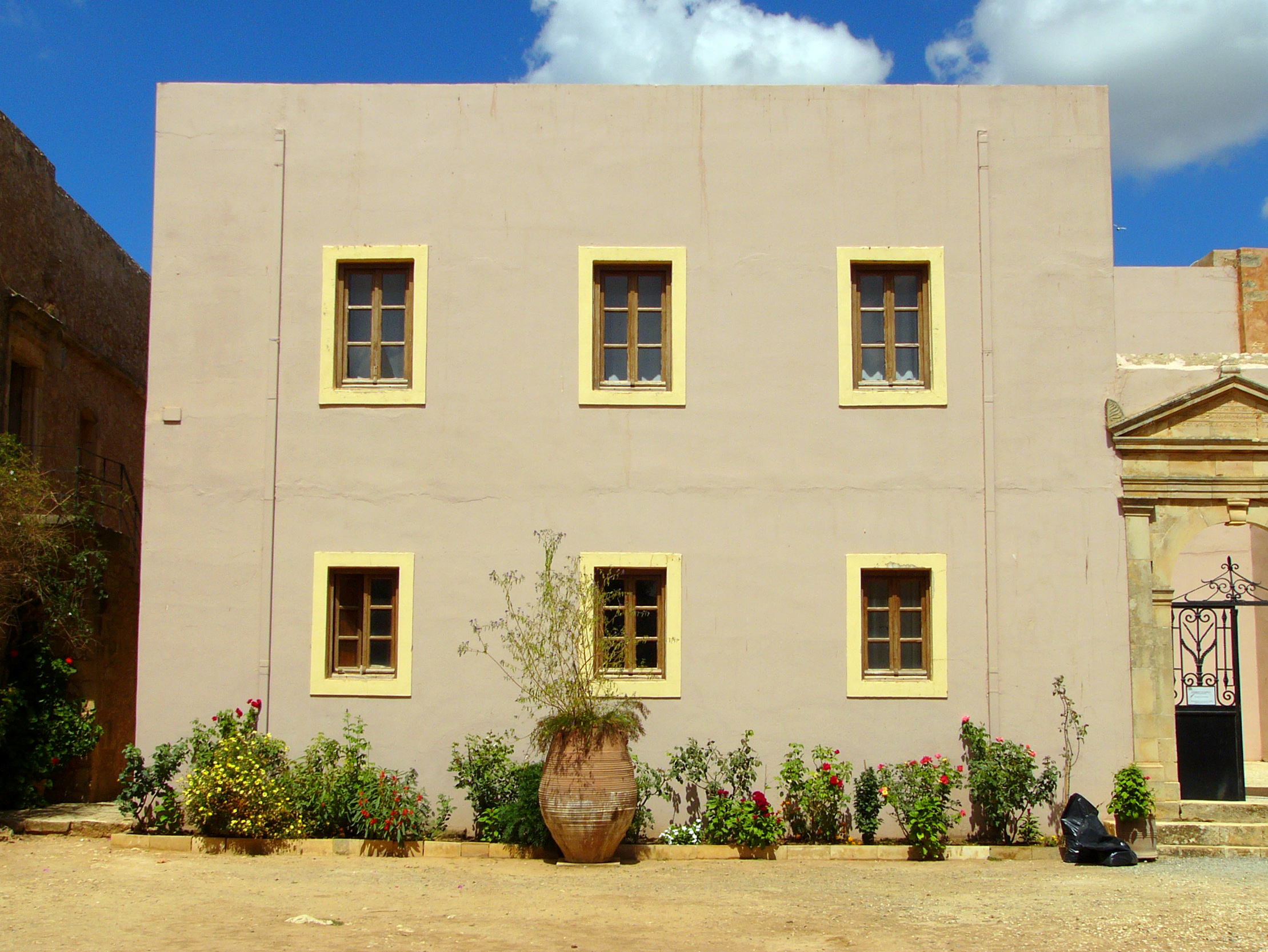
Hospic

Refektář je obdélníková místnost o délce 18,10 m a šířce 4,80 m. Nachází se v severním křídle kláštera. Postaven byl v roce 1687 jako obdélníková místnost o délce 18,10 m a šířce 4,80 m a je krytý klenbou. Ve východní části se nachází kuchyně.

### Hospic
V severozápadní části kláštera se nachází hospic. Před rokem 1866 zde byl dům igumena, který byl v bitvě zcela zničen. Jednalo se o dvoupatrovou budovu, v jejímž přízemí byla kuchyně a jídelna. Z jídelny vedlo schodiště do velké místnosti, která se nazývala synodní místnost a kde se mniši scházeli po bohoslužbách. Po roce 1866 tu ruiny domu zůstaly ještě dlouho kvůli nedostatku financí na rekonstrukci. Ke konci 19. století navštívil igumen Gabriel Manaris několik měst v Rusku, aby se pokusil získat prostředky na rekonstrukci budovy. Sbíral peníze, cennosti a kněžské oděvy. V roce 1904 byly trosky vyklizeny a na místě postaven hospic, který byl dokončen v roce 1906.

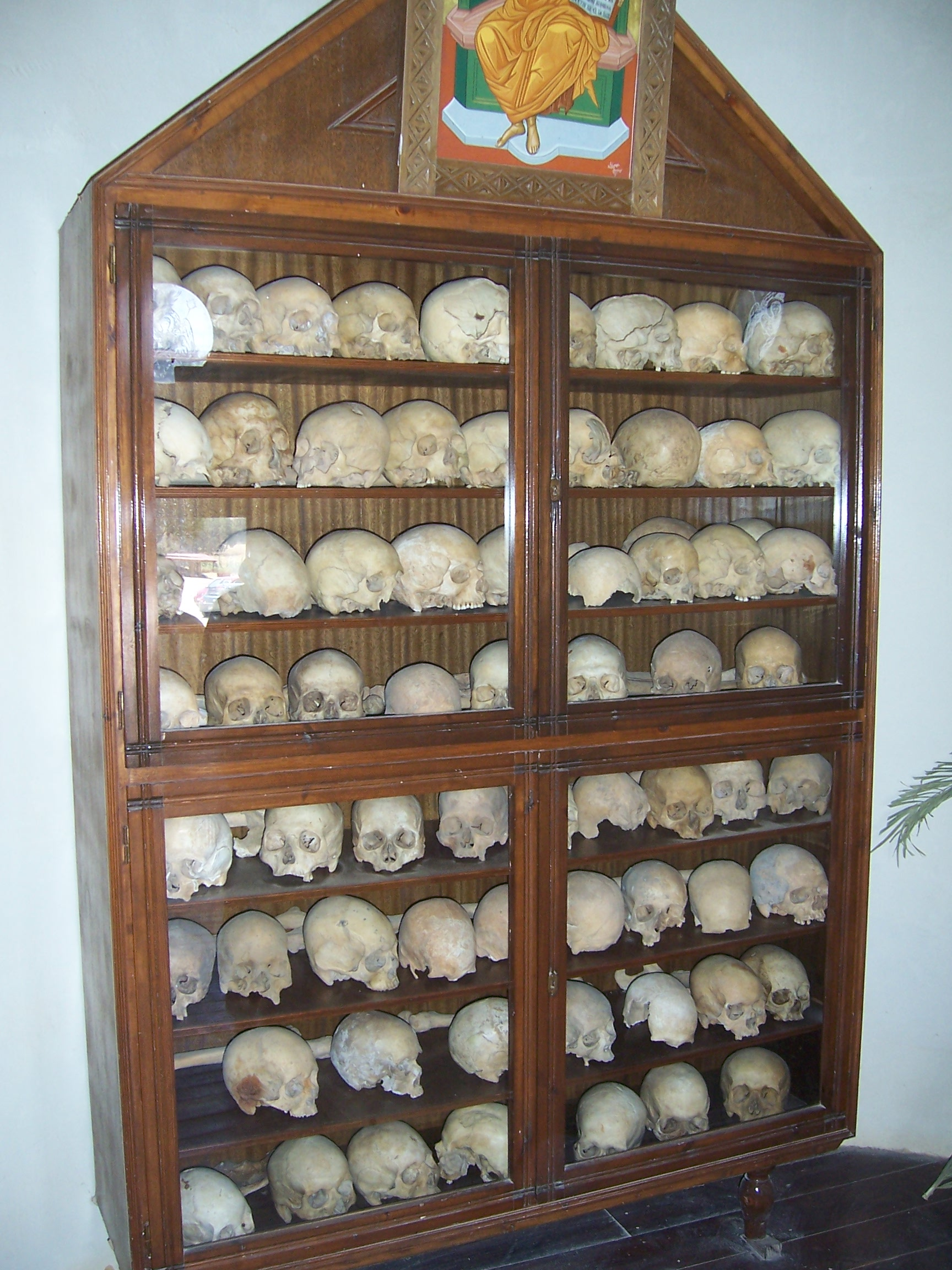
Arkadi – památník zesnulých obětí

### Stáje
Před klášterem, přibližně 50 metrů od západních dveří, se nacházejí bývalé klášterní stáje. Postavil je v roce 1714 igumen Neophytos Drossas, což je patrné z nápisu nad dveřmi. Budova je 23,9 m dlouhá a 17,2 m široká. Je rozdělena na tři části, z nichž každá měří 4,3 metru. Vnitřní a vnější stěny jsou široké 1 metr. Na střechu vede schodiště. Budova poskytovala úkryt klášterním zvířatům, ale také sloužila jako místnost pro hospodářské dělníky. Stopy po bitvě v roce 1866 jsou stále patrné, zejména na schodišti a okenních zárubních na východní stěně.

### Památník zesnulých
Památník věnovaný obětem Kréťanů z roku 1866 stojí na náhorní plošině. Ostatky mrtvých jsou uloženy v prosklené polici v kostnici. Na kostech jsou jasně patrné rány z bitvy a jsou poškozené kulkami a ranami mečů. Stavba osmiúhelníkového tvaru je bývalý větrný mlýn, který byl později přeměněn na skladiště. Krátce po obléhání se stal kostnicí a svou současnou podobu získal v roce 1910 z iniciativy Dionýsia, tehdejšího rethymnoského biskupa.

## O Arkadi
Přestože má posvátný klášter Arkadi své zeměpisné souřadnice na Krétě, nepatří pouze jí. Patří celému Řecku, Evropě, pěti kontinentům – patří celému světu. Je to jeden z pravoslavných klášterů, které zdůrazňují katolický a ekumenický charakter církve. Klášter každoročně vítá a hostí návštěvníky a poutníky, kteří sem přicházejí z různých zemí a vzdálených civilizací. Je místem, kde se setkávají různé jazyky, kultury a tradice, místem setkání historie a rozmanitosti. Nic neumenšuje jednotu víry, katolický charakter pravoslavného ducha, ekumenický charakter církevního svědectví.
Z jižního křídla kláštera bylo vytvořeno muzeum, kde se nacházejí církevní ikony, rukopisy a osobní předměty tehdejšího igumena. V muzeu je rovněž uloženo množství řeckých i tureckých zbraní z bojů roku 1866 a na památku té události zůstala prachárna nezastřešena. Na čestném místě je vztyčen arkádský prapor. Památkou je i část vyřezávaného oltáře, který zůstal výbuchem a ohněm nezničen.